# 徐元傑
徐元傑（1196年—1246年），字伯仁，號梅野，江西上饒人。

## 生平
師從朱熹，讀書過目不忘，落文妙筆生花，紹定五年（1232年）高中進士。权贵史嵩之服父丧未满，有诏起复，徐元杰据理力争，竭力阻止，史嵩之未能得逞。晚年官拜太常卿，兼給事中、國子祭酒、中書舍人。淳佑五年，暴卒，賜諡忠愍。著有《楳埜集》，久佚，四库馆臣据《永乐大典》辑为十二卷。

## 纪念
今上饒縣仍存其故居、祠堂。

## 延伸阅读
[在维基数据编辑]
 《宋史·卷424》，出自脱脱《宋史》